# غوستاف هيغلوند
يوهان إدفين بيرغر غوستاف هيغلوند (6 سبتمبر 1938 - ) هو ضابط فنلندي سويدي متقاعد. كان قائدًا لقوات الدفاع الفنلندية في الفترة (1994–2001)، ورئيسًا للجنة العسكرية للاتحاد الأوروبي في الفترة (2001–2004).